# 冠位二十六階
冠位二十六階（かんいにじゅうろくかい）は、664年から685年までの日本にあった冠位制度である。冠二十六階と呼ばれることもあり、制を付けて冠位二十六階制など書かれることも多い。以前の冠位十九階を改正したもので、冠位四十八階によって廃止になった。

## 概要
| 冠位十九階    | 冠位二十六階 | 冠位四十八階                                            |
| ------------- | ------------ | ------------------------------------------------------- |
| 大織          | 大織         | 正大壱 正広壱 正大弐 正広弐 正大参 正広参 正大肆 正広肆 |
| 小織          | 小織         | 正大壱 正広壱 正大弐 正広弐 正大参 正広参 正大肆 正広肆 |
| 大繡          | 大縫         | 正大壱 正広壱 正大弐 正広弐 正大参 正広参 正大肆 正広肆 |
| 小繡          | 小縫         | 正大壱 正広壱 正大弐 正広弐 正大参 正広参 正大肆 正広肆 |
| 大紫          | 大紫         | 正大壱 正広壱 正大弐 正広弐 正大参 正広参 正大肆 正広肆 |
| 小紫          | 小紫         | 正大壱 正広壱 正大弐 正広弐 正大参 正広参 正大肆 正広肆 |
| 大花上 大花下 | 大錦上       | 直大壱 直広壱 直大弐 直広弐                             |
| 大花上 大花下 | 大錦中       | 直大壱 直広壱 直大弐 直広弐                             |
| 大花上 大花下 | 大錦下       | 直大壱 直広壱 直大弐 直広弐                             |
| 小花上 小花下 | 小錦上       | 直大参 直広参 直大肆 直広肆                             |
| 小花上 小花下 | 小錦中       | 直大参 直広参 直大肆 直広肆                             |
| 小花上 小花下 | 小錦下       | 直大参 直広参 直大肆 直広肆                             |
| 大山上 大山下 | 大山上       | 勤大壱 勤広壱 勤大弐 勤広弐 勤大参 勤広参 勤大肆 勤広肆 |
| 大山上 大山下 | 大山中       | 勤大壱 勤広壱 勤大弐 勤広弐 勤大参 勤広参 勤大肆 勤広肆 |
| 大山上 大山下 | 大山下       | 勤大壱 勤広壱 勤大弐 勤広弐 勤大参 勤広参 勤大肆 勤広肆 |
| 小山上 小山下 | 小山上       | 務大壱 務広壱 務大弐 務広弐 務大参 務広参 務大肆 務広肆 |
| 小山上 小山下 | 小山中       | 務大壱 務広壱 務大弐 務広弐 務大参 務広参 務大肆 務広肆 |
| 小山上 小山下 | 小山下       | 務大壱 務広壱 務大弐 務広弐 務大参 務広参 務大肆 務広肆 |
| 大乙上 大乙下 | 大乙上       | 追大壱 追広壱 追大弐 追広弐 追大参 追広参 追大肆 追広肆 |
| 大乙上 大乙下 | 大乙中       | 追大壱 追広壱 追大弐 追広弐 追大参 追広参 追大肆 追広肆 |
| 大乙上 大乙下 | 大乙下       | 追大壱 追広壱 追大弐 追広弐 追大参 追広参 追大肆 追広肆 |
| 小乙上 小乙下 | 小乙上       | 進大壱 進広壱 進大弐 進広弐 進大参 進広参 進大肆 進広肆 |
| 小乙上 小乙下 | 小乙中       | 進大壱 進広壱 進大弐 進広弐 進大参 進広参 進大肆 進広肆 |
| 小乙上 小乙下 | 小乙下       | 進大壱 進広壱 進大弐 進広弐 進大参 進広参 進大肆 進広肆 |
| 立身          | 大建         |                                                         |
| 立身          | 小建         |                                                         |

天智天皇3年（664年）2月9日に、称制を敷く中大兄皇子（天智天皇）が、弟の大海人皇子（天武天皇）に宣命させた。このとき冠位のほかに氏上・民部（かきべ）・家部についても宣命があり、あわせて甲子の宣と呼ばれている。
『日本書紀』が記す26階は、1に大織、2に小織、3に大縫、4に小縫、5に大紫、6に小紫、7に大錦上、8に大錦中、9に大錦下、10に小錦上、11に小錦中、12に小錦下、13に大山上、14に大山中、15に大山下、16に小山上、17に小山中、18に小山下、19に大乙上、20に大乙中、21に大乙下、22に小乙上、23に小乙中、24に小乙下、25に大建、26に小建である。
施行期間は天智天皇と天武天皇の2代にまたがるが、おそらく天智天皇10年（671年）から天武天皇2年（673年）までの間に部分的変更が加えられた。一つは内位と外位の別、もう一つは諸王の位である。天武天皇14年（685年）1月21日制定の冠位四十八階によって廃止された。

## 改正の要点
冠位十九階で上下で分けられていた花・山・乙の大小各冠に、中を加えて上中下と分け、花を錦と変えた。また最下位の立身を分割して2階にしたので、あわせて7階が増えた。新しい位は大錦上、大錦中・大錦下・小錦上、小錦中・小錦下・大山中・小山中・大乙中・小乙中・大建・小建の12で、その他は以前からの名称・位置づけのままである。大きな改正ではない。数を増やしたのは、この間の官制整備によって官職が増え、上下関係が複雑になったためと考えられる。

## 冠位の対照
前後の冠位制度との対応関係は右図の通りである。前の冠位十九階との対応は確実だが、後の冠位四十八階とは、名称が一変したため推定に頼る。叙位される人が僅かな小紫以上と、新冠位に受け継がれたか廃されたかがはっきりしない大建・小建が、不確かな箇所である。

## 天智・天武交代期の部分改正
『日本書紀』の記述をたどると、天武天皇2年以降に、それまでには知られない冠位を持つ例が現われる。一つは内位と外位、もう一つは皇族に対する諸王の位である。外位の制度は、地方出身者を登用する際に、授ける冠位を外位として、畿内出身者と差を付けたものである。諸王の位は、それまで冠位を与えられなかった皇族に対し、冠なしの位を与えて序列化したものである。
二つの新機軸の導入について触れる史料はなく、正確な時期と制度の詳細は不明である。どちらも外部から別個に付け加えた修正で、かつ、同時に導入されたと考えなければならないわけではない。制定年の下限は初見である天武天皇2年（673年）だが、天智天皇の時代ではその10年（671年）が有力である。
『日本書紀』には、天智天皇10年（671年）に大海人皇子が宣命して冠位法度を施行したとある。書紀は冠位については律令に詳しく書いてあると記すだけで、その内容を記さず、また律令がどのようなものかも説明しない。その前後の冠位名は外位・諸王の位が現われるだけで基本的には冠位二十六階が踏襲されている。ならば冠位法度とは外位と諸王の位を定めたものだという説である。
冠位法度の記事をめぐっては、他にも多くの学説がある。天智天皇の段によくある重複記事で、実は天智3年（664年）の冠位二十六階制定が再録されたと推定する人もいる。そうではなく、施行済みの冠位制を含めた諸法律をまとめたのが冠位法度だと説く人もいる。そしてこの冠位法度こそ日本最初の令とされる近江令だとする説もあるが、近江令には不存在説もあって、学説状況はかなり入り組んでいる。
改正の意図については、むしろ天武天皇の施政に関連付ける説が強い。外位は畿外の地方出身豪族に授けられており、壬申の乱で功を立てた地方出身者の処遇に悩んだ結果作られたのではないかと思われる。諸王の位も、天武天皇が皇親政治を実施して、それまで役人にならなかった皇族を様々な官職に任命したことに関わると考えられる。もしこれらの推定が正しいなら、天武天皇がその治世の元年（672年）か2年（673年）に制定したことになる。